# Latrodectus erythromelas
Latrodectus erythromelas är en spindelart som beskrevs av Schmidt och Klaas 1991. Latrodectus erythromelas ingår i släktet änkespindlar, och familjen klotspindlar.
Artens utbredningsområde är Sri Lanka. Inga underarter finns listade i Catalogue of Life.